# ラクトアミド
ラクトアミド（英: Lactamide）とは、乳酸のアミドであり、(R)-2-hydroxypropanamideまたは(S)-2-hydroxypropanamideのことである。
日本では乳酸アミドなどと呼ばれる場合もある。ちょうど乳酸のカルボキシ基とアンモニアとが脱水縮合した構造をしており、乳酸と同様に水酸基の付いた炭素原子がキラル中心であるため、ラクトアミドにも1対の鏡像異性体が存在する。性状は白色の結晶性粉末で、融点は73～76℃である。
ラクトアミドは、例えば触媒を用いてラクトニトリルを水和反応させることにより調製できる。
有機合成化学の原料や化粧品添加剤として使われるほか、家畜繁殖の分野において動物の精子や受精卵の凍結保存を行う際の凍結保護剤として有用であるとの研究がある。